# NGC 7531
NGC 7531 é uma galáxia espiral (Sbc) localizada na direcção da constelação de Grus. Possui uma declinação de -43° 35' 56" e uma ascensão recta de 23 horas, 14 minutos e 48,4 segundos.
A galáxia NGC 7531 foi descoberta em 2 de Setembro de 1836 por John Herschel.